# تروفيا

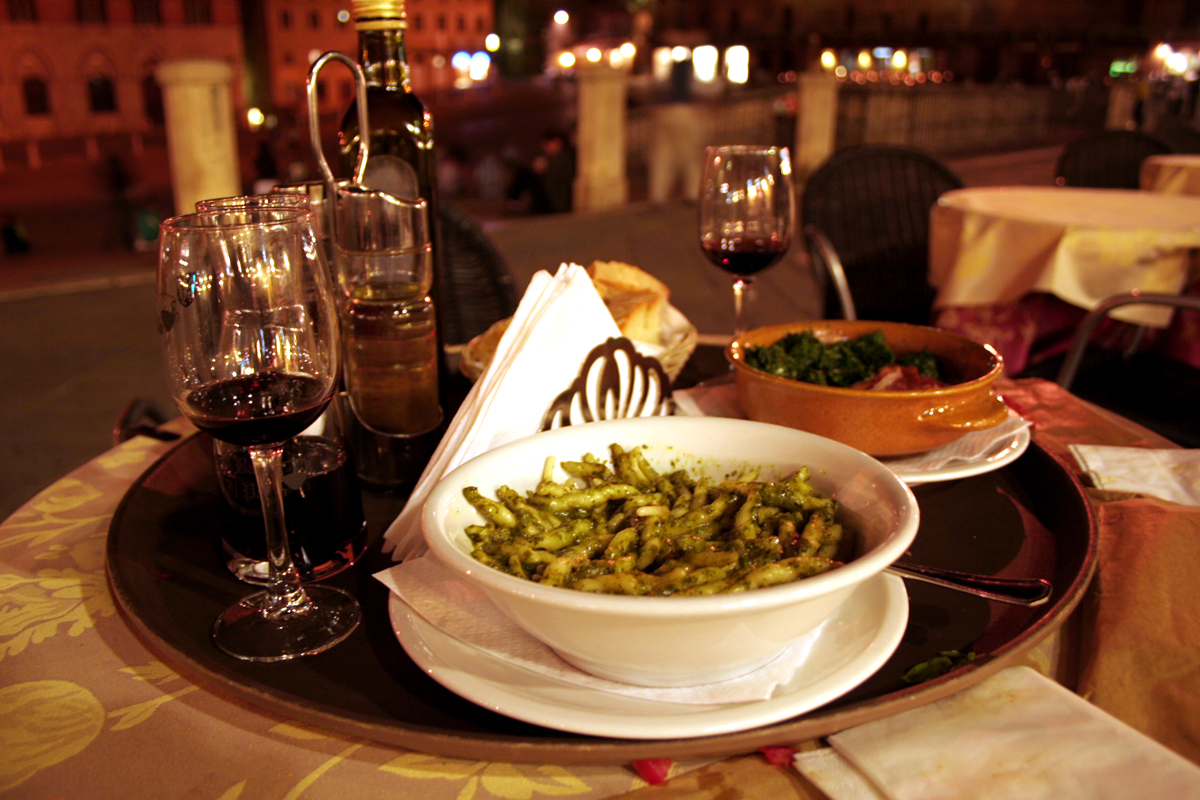
تروفيا مع صلصة البيستو

تروفيا  (بالإيطالية: Trofie)‏ هي نوع من المعكرونة الإيطالية ذات شكل نحيف وقصير وملتوي. منشأها منطقة ليغوريا في شمال إيطاليا.